# Struga spod Strzembowa
Struga, Struga pod Strzembowa – struga, prawy dopływ Wisły, o długości 16,58 km. Swój początek bierze nieopodal wsi Strzembowo, a uchodzi do Wisły we wsi Mochty-Smok.
Powierzchnia zlewni wynosi 51,36 km².